# Mogens Camre
Mogens Camre (n. 29 martie 1936 - 5 decembrie 2016) a fost un om politic danez, membru al Parlamentului European în perioada 1999-2004 din partea Danemarcei.